# LiveJasmin
LiveJasmin és un lloc web per a adults que posa èmfasi en la difusió en directe i serveis relacionats, que normalment inclouen nuesa i activitats sexuals que van des de striptease i discussió eròtica fins a la masturbació amb joguines sexuals i relacions sexuals completes. Els models són predominantment femenins, però també hi ha un nombre força elevat de models masculins, parelles i intèrprets trans.
Fundada l'any 2001 per György Gattyán, el lloc web va guanyar ràpidament protagonisme a principis dels anys 2000. És un dels llocs web de càmeres per adults més grans del món, competint amb el lloc de càmeres nord-americà Chaturbate i el lloc de càmeres europeu BongaCams, amb seu als Països Baixos.

## Història
El lloc web es va fundar l'any 2001 com jasmin.hu, centrant-se en l'audiència domèstica hongaresa.
El 2003, el lloc web va experimentar un creixement significatiu i, finalment, es va globalitzar amb Jasmin Media Group com a empresa holding.
El 2012, l'artista nord-americà de hip-hop Flo Rida va llançar un homenatge titulat "Hey Jasmin".
El 2014, LiveJasmin va començar a fer publicitat, produint una sèrie d'anuncis de televisió. Dos dels seus anuncis es van presentar durant el 66è Primetime Emmys, però CBS els va rebutjar, cosa que els va permetre publicar en línia com a "anuncis prohibits".
L'any 2016, LiveJasmin va crear el primer programa orientat a l'estudi i al model, conegut com a Jasmin Certified, per tal de tenir contingut exclusiu. El soci més antic d'aquest programa és NightProwl Studio.

## Premis i nominacions
| Any  | Resultat  | Premi                             |
| ---- | --------- | --------------------------------- |
| 2011 | Nominat   | Millor lloc web de xat en directe |
| 2012 | Nominat   | Millor lloc web de xat en directe |
| 2013 | Guanyador | Millor lloc web de xat en directe |
| 2014 | Nominat   | Millor lloc web de xat en directe |
| 2015 | Nominat   | Millor lloc web de xat en directe |

| Any  | Resultat  | Premi                                             |
| ---- | --------- | ------------------------------------------------- |
| 2013 | Guanyador | Millor lloc de càmeres en directe (internacional) |

| Any  | Resultat  | Premi                                                   |
| ---- | --------- | ------------------------------------------------------- |
| 2007 | Nominat   | Xat de vídeo en directe de l'any                        |
| 2009 | Nominat   | Xat de vídeo en directe de l'any                        |
| 2010 | Guanyador | Xat de vídeo en directe de l'any                        |
| 2011 | Nominat   | Lloc de càmeres en directe de l'any                     |
| 2012 | Nominat   | Lloc de càmeres en directe de l'any                     |
| 2013 | Nominat   | Lloc de càmeres en directe de l'any                     |
| 2013 | Guanyador | Lloc mòbil de l'any                                     |
| 2014 | Guanyador | Lloc de càmeres en directe de l'any                     |
| 2014 | Guanyador | Lloc mòbil de l'any                                     |
| 2015 | Nominat   | Lloc per a adults de l'any - Càmera en directe          |
| 2016 | Guanyador | Lloc per a adults de l'any - Càmera en directe (Europa) |
| 2017 | Guanyador | Lloc per a adults de l'any - Càmera en directe (Europa) |
| 2018 | Guanyador | Lloc de càmera de l'any — Europa                        |

| Any  | Resultat  | Premi                               |
| ---- | --------- | ----------------------------------- |
| 2015 | Guanyador | Lloc de càmeres en directe de l'any |
| 2016 | Guanyador | Millor programari de radiodifusió   |
| 2016 | Guanyador | Lloc de càmeres premium de l'any    |
| 2016 | Guanyador | Lloc de càmeres en directe de l'any |
| 2017 | Guanyador | Millor assistència en línea         |
| 2017 | Guanyador | Lloc de càmeres en directe de l'any |
| 2018 | Guanyador | Lloc de càmeres en directe de l'any |
| 2019 | Guanyador | Lloc de càmeres en directe de l'any |
| 2019 | Guanyador | Millor assistència en línia         |
| 2019 | Guanyador | Exec Award                          |

| Any  | Resultat  | Premis                                |
| ---- | --------- | ------------------------------------- |
| 2013 | Guanyador | Millor lloc de càmeres en directe     |
| 2017 | Guanyador | Millor plataforma de càmeres (Europa) |

| Any  | Resultat  | Premis                                    |
| ---- | --------- | ----------------------------------------- |
| 2017 | Guanyador | Lloc de càmeres en directe de l'any       |
| 2018 | Guanyador | Lloc de càmeres en directe de l'any       |
| 2019 | Guanyador | Millor programa d'afiliats                |
| 2019 | Guanyador | Millor programa de formació               |
| 2019 | Guanyador | Camsite més innovador                     |
| 2019 | Guanyador | Lloc de càmeres en directe de l'any       |
| 2021 | Guanyador | Millor lloc de càmeres en directe premium |